# EnBW
EnBW Energie Baden-Württemberg AG — немецкий энергетический концерн, один из крупнейших производителей электроэнергии и собственников электрических сетей страны. Активен главным образом в федеральной земле Баден-Вюртемберг, штаб-квартира расположена в городе Карлсруэ. EnBW был оператором атомных электростанций в Неккарвестхайме и Филиппсбурге до их закрытия 15 апреля 2023 года.

## История
EnBW образовалась в 1997 году объединением двух энергетических компаний замли Баден-Вюртемберг — Badenwerk AG и Energie-Versorgung Schwaben AG. В октябре 2003 года EnBW поглотила компанию Neckarwerke Stuttgart AG.
В 2019 году была куплена французская компания Valeco, занимающаяся возобновляемой энергетикой.

## Собственники и руководство
Крупнейшими акционерами являются OEW Energie-Beteiligungs и NECKARPRI-Beteiligungsgesellschaft (по 46,75 % акций). Первая из них полностью принадлежит муниципальным властям, а вторая — властям земли Баден-Вюртемберг.

## Деятельность
Компания обслуживает около 5,5 млн клиентов, снабжая их бытовым газом и электроэнергией. Компания развивает направление возобновляемой энергетики (ветряные и солнечные электростанции) как в Германии, так и в других странах (Франция, Великобритания, Швеция и Турция).
Производство электроэнергии в 2022 году составило 42,1 млрд кВт·ч, из них 10,6 млрд пришлось на ТЭС на каменном угле, 6,3 млрд — на буром угле, 2,8 млрд — на природном газе, 9,4 млрд — на АЭС, 4,7 млрд — гидроэлектростанции, 5,3 млрд — ветряные электростанции, 0,8 млрд — солнечные электростанции. Каменный уголь почти полностью импортируется из России (а также Колумбии и США), природный газ импортируется из России и Норвегии, бурый уголь добывается в Германии.
Из 56,0 млрд евро выручки в 2022 году на Германию пришлось 40,6 млрд евро, на другие страны Еврозоны — 11,3 млрд евро, на другие страны Европы — 3,7 млрд евро.
В списке крупнейших публичных компаний мира Forbes Global 2000 за 2023 год заняла 293-е место (17-е среди компаний Германии в этом списке).
EnBW является главным спонсором клуба волейбольной бундеслиги EnBW TV Rottenburg и клуба баскетбольной бундеслиги Beko EnBW в Людвигсбурге.

## Дочерние компании
Основные дочерние компании:
- Energiedienst — немецко-швейцарский оператор гидроэлектростанций
- Pražská energetika — третья крупнейшая энергетическая компания Чехии
- Stadtwerke Düsseldorf — основная коммунальная компания Дюссельдорфа, осуществляет снабжение населения и предприятий электроэнергией, газом, отоплением, водой, а также вывоз и утилизацию отходов
- VNG — базирующаяся в Лейпциге компания по газоснабжению